# Хесельчакан (муниципалитет)
Хесельчака́н (исп. Hecelchakán) — муниципалитет в Мексике, штат Кампече, с административным центром в одноимённом городе. Численность населения, по данным переписи 2020 года, составила 31 917 человек.

## Общие сведения
Название происходит от майяского: helel и chakán, что можно перевести как саванна отдыха.
Площадь муниципалитета равна 1274,9 км², что составляет 2,2 % от общей площади штата, а наиболее высоко расположенное поселение Яльнон, находится на высоте 88 метров.
Он граничит с другими муниципалитетами штата Кампече: на севере с Калькини, на северо-востоке с Цитбальче, на востоке с Хопельченом, на с юге с Тенабо, а на западе берега муниципалитета омывает Мексиканский залив.

## Учреждение и состав
1 января 1916 года, по указу губернатора, на территории штата были образованы муниципалитеты, в числе которых и Хесельчакан. По данным 2020 года в его состав входит 27 населённых пунктов, самые крупные из которых:
| Код INEGI                  | Населённый пункт                                                                          | Численность населения (2005 год) | Численность населения (2010 год) | Численность населения (2020 год) |
| -------------------------- | ----------------------------------------------------------------------------------------- | -------------------------------- | -------------------------------- | -------------------------------- |
| 005                        | Всего                                                                                     | 26973                            | 28306                            | 31917                            |
| 0001                       | Хесельчакан (исп. Hecelchakán) 20°10′37″ с. ш. 90°08′04″ з. д. (административный центр)   | 9974                             | 10285                            | 11419                            |
| 0007                       | Помуч (исп. Pomuch) 20°08′16″ с. ш. 90°10′31″ з. д.                                       | 8180                             | 8694                             | 9607                             |
| 0006                       | Покбок (исп. Pocboc) 20°14′16″ с. ш. 90°06′10″ з. д.                                      | 1505                             | 1624                             | 1825                             |
| 0002                       | Кумпич (исп. Cumpich) 20°11′13″ с. ш. 89°58′12″ з. д.                                     | 1446                             | 1587                             | 1814                             |
| 0045                       | Яльнон (деревня менонитов) (исп. Yalnón (Campo Menonita)) 20°02′15″ с. ш. 89°55′26″ з. д. | 1198                             | 1151                             | 1359                             |
| 0008                       | Санта-Крус (исп. Santa Cruz) 20°12′13″ с. ш. 90°07′01″ з. д.                              | 1025                             | 1118                             | 1297                             |
| 0003                       | Чунканан (исп. Chunkanán) 20°14′46″ с. ш. 90°14′33″ з. д.                                 | 871                              | 885                              | 1100                             |
| 0004                       | Цитнуп (исп. Dzitnup) 20°11′10″ с. ш. 90°06′27″ з. д.                                     | 794                              | 891                              | 1050                             |
| —                          | Прочие                                                                                    | 1980                             | 2071                             | 2446                             |
| Названия на карте Генштаба |                                                                                           |                                  |                                  |                                  |

## Экономическая деятельность
По статистическим данным 2000 года, работоспособное население занято по секторам экономики в следующих пропорциях:
- сельское хозяйство, животноводство и рыбная ловля — 31,9 %;
- промышленность и строительство — 21,9 %;
- торговля, сферы услуг и туризма — 43,9 %;
- безработные — 2,3 %.

## Инфраструктура
По статистическим данным 2020 года, инфраструктура развита следующим образом:
- электрификация: 99,1 %;
- водоснабжение: 40,3 %;
- водоотведение: 89,4 %.

## Фотографии
- Церковь в Хесельчакане
- Коррида в Помуче
- Развалины церкви в бывшей асьенде Бланка-Флор